# Non so ballare (brano musicale)
Non so ballare è un brano musicale della cantante italiana Annalisa, nona traccia dell'album omonimo, pubblicato il 14 febbraio 2013 dalla Warner Music Italy.

## Descrizione
Il brano vede come unico autore di testo e musica Ermal Meta, allora frontman dei La Fame di Camilla. Il medesimo è stato presentato al Festival di Sanremo 2013 da Annalisa come secondo brano nella categoria Big del Festival di Sanremo 2013.
Il brano, presentato durante la seconda serata della manifestazione canora, non ha passato il turno, in favore del primo inedito presentato dalla cantante, Scintille, durante la votazione combinata di giuria e televoto. Il brano aveva ottenuto il 45% delle preferenze.
Davide Graziano si è occupato della produzione artistica, mentre Marisa Bessuti si è occupata di quella esecutiva.
Nel gennaio 2014 il brano viene inserito come bonus track nell'edizione olandese dell'album Mentre tutto cambia. Il brano, assieme all'altra bonus track Capirai, è stato inserito nella colonna sonora del film olandese Toscaanse Bruiloft, di cui Tutto sommato è il brano principale.

## Formazione
Musicisti
- Annalisa - voce
- Davide Graziano - Pads engineering
- Alessandro Svampa - batteria, percussioni
- Massimo Camarca - basso, contrabbasso, ingegneria basso e pad
- Stefano Camarca - Chitarre acustiche, elettriche e banjo
- Daniel Bestonzo - tastiera, pianoforte, ingegneria pad e batteria

Produzione
- Davide Graziano - produzione artistica, arrangiamento
- Marisa Besutti - produzione esecutiva per Assim s.r.l.
- Annalisa - arrangiamento parti vocali, concept album
- Roberta Bacciolo - arrangiamento parti vocali
- Daniel Bestonzo, Massimo Camarca - arrangiamento strumenti ad arco
- Fabrizio Argiolas - registrazione, missaggio, mastering, montaggio musicale e vocale presso Punto Rec. Studios di Torino
- Christian "Giamaicocrinito" De Maestri - assistenza tecnica
- G.G. Giai e Pippo Monaro - pre-produzione presso Blumusica Studio di Torino